# Johann Gottlieb Bärenstecher
Johann Gottlieb Bärenstecher (fejlagtigt kaldet Nicolaus; også Baehrenstecher, Bährenstecher, Boehrenstecher) (12. juni 1768 i Ludwigsburg – 3. maj 1801 i Nürnberg) var en tysk maler, tegner og kobberstikker.
Han var søn af Elias David Bärenstecher, hertugelig württembergsk kammertjener og galleriinspektør i Ludwigsburg. Fra 1789 gik han til tegning på Karlsschule i samme by. Kobberstikkkunsten lærte han under ledelse af Johann Gotthard Müller ved akademiet i Stuttgart. Omkring 1795 nedsatte han sig i Nürnberg og gik i kompagniskab med Johann Friedrich Frauenholz, som han blev reproduktionsstikker for.
Derudover virkede han som maler og udførte kopier af ældre mesterværker, bl.a. fra Rembrandt. 1798 var han medarbejder ved udgivelsen af Giovanni Volpato og Raphael Morghens Principes du dessin d'après les gravures qui ont été publiées sur les statues antiques. Bärenstecher blev medlem af malerakademiet og 1796 af foreningen af kunstnere og kunstvenner i Nürnberg.
Blandt hans malerier kan nævnes portræt af Johann Konrad Grübel (1797, forsvundet) og et selvportræt 1797 (stukket 1809 af Christoph Wilhelm Bock og 1819 af Friedrich Fleischmann).
Af hans stik kan nævnes Begravelsen af generalen Simon Fraser (udført sammen med Aloys Kessler, efter Singleton Copley); portræt af Johann Heinrich Haeslein; portræt af Johann Adam Hutzler (efter et maleri af Johann Eberhard Ihle); portræt af Johann Heinrich Wilhelm Witschel og et portræt af Poul de Løvenørn (1801).
Han er begravet (grav nr. 649 (Dürer-Grab) på Johannisfriedhof i Nürnberg.